# ليو شيبر
ليو شيبر (20 سبتمبر 1938 بباراماريبو في سورينام - 26 سبتمبر 1984 بباراماريبو في سورينام) هو مدرب كرة قدم ولاعب كرة قدم سورينامي في مركز الوسط. شارك مع منتخب سورينام لكرة القدم. أما مع النوادي، فقد لعب مع روبينود S.V. وS.V. Transvaal ‏ وNAKS ‏.